# Diphyllobothrium nihonkaiense
Diphyllobothrium nihonkaiense es un parásito parecido al Diphyllobothrium latum. Es tan parecido a este que los investigadores lo confundieron con él. Además, se necesitó el uso de un marcador de ADN mitocondrial para su identificación.
Para prevenir la infección por Diphyllobothrium nihonkaiense, es necesario cocinar bien la carne de los peces antes de comerla.

## Acontecimientos
Se confirmó diphyllobothriosis humana causada por Diphyllobothrium nihonkaiense en la China continental mediante el uso de un marcador de ADN mitocondrial. Nueva evaluación de un caso en el Harbin reveló que algunos, si no todos, de los casos diphyllobothriosis autóctonas fueron probablemente mal diagnosticados inicialmente como infección por Diphyllobothrium latum debido a las similitudes morfológicas entre tenias Diphyllobothrium nihonkaiense y Diphyllobothrium latum. En consecuencia, el análisis molecular es indispensable no sólo para evitar la confusión diagnóstica entre Diphyllobothrium spp., Sino también para facilitar la adquisición de la información epidemiológica fiable y epizoótica y la mejora de la relevancia clínica y controles preventivos para diphyllobothriosis.
Información sobre diphyllobothriosis y advertencias de los riesgos potenciales asociados con la infección por sus especies locales debe ser difundida a los manipuladores de alimentos, dueños de restaurantes, médicos y consumidores. Debido a que no podemos determinar con certeza si los casos anteriores diphyllobothriosis en China continental fueron causadas por Diphyllobothrium latum o Diphyllobothrium nihonkaiense, la identificación de Diphyllobothrium spp. se debe realizar con cuidado. Además, los estudios sobre la distribución y las fuentes de infección de Diphyllobothrium latum y Diphyllobothrium nihonkaiense en China continental deben llevarse a cabo.
El Dr. Chen es profesor en el Instituto Nacional de Enfermedades Parasitarias en el Centro Chino para el Control y Prevención de Enfermedades en Shanghái, China. Sus intereses de investigación incluyen la biología del parásito y el inmunodiagnóstico de las enfermedades parasitarias.